# 동두천시·연천군
동두천시·연천군은 대한민국의 폐지된 국회의원 선거구이다. 당시 경기도 동두천시 전 지역과 연천군 전 지역을 관할했다.

## 역사
제20대 국회의원 선거를 앞두고 경기도 북부 지역의 선거구가 개편되면서 동두천시와 연천군이 하나의 선거구를 이루게 됨에 따라 신설되었다.
제22대 국회의원 선거를 앞두고 선거구 개편으로 인해 양주시 은현면, 남면이 동두천시·연천군 선거구에 편입되어 동두천시·양주시·연천군 을 선거구를 이루게 됨에 따라 폐지되었다.

## 역대 국회의원
| 선거   | 정당 | 정당       | 의원   |
| ------ | ---- | ---------- | ------ |
| 2016년 |      | 새누리당   | 김성원 |
| 2020년 |      | 미래통합당 | 김성원 |

## 역대 선거 결과

### 대한민국 제20대 국회의원 선거
|  | 52.51% |

|  | 30.00% |

|  | 17.47% |

### 대한민국 제21대 국회의원 선거
|  | 53.61% |

|  | 45.01% |

|  | 1.37% |